# Thirsk
Thirsk ist eine Landstadt im Vale of Mowbray, gelegen in North Yorkshire. Laut Volkszählung hatte die Stadt 2022 insgesamt 5.311 Einwohner.

## Geschichte
Thirsk war bis zur Wahlrechtsreform im Jahr 1832 berüchtigt als ein „rotten borough“, ein Wahlkreis, in dem lediglich 50 Wähler einen Abgeordneten des House of Commons bestimmten.

## Touristische Bedeutung

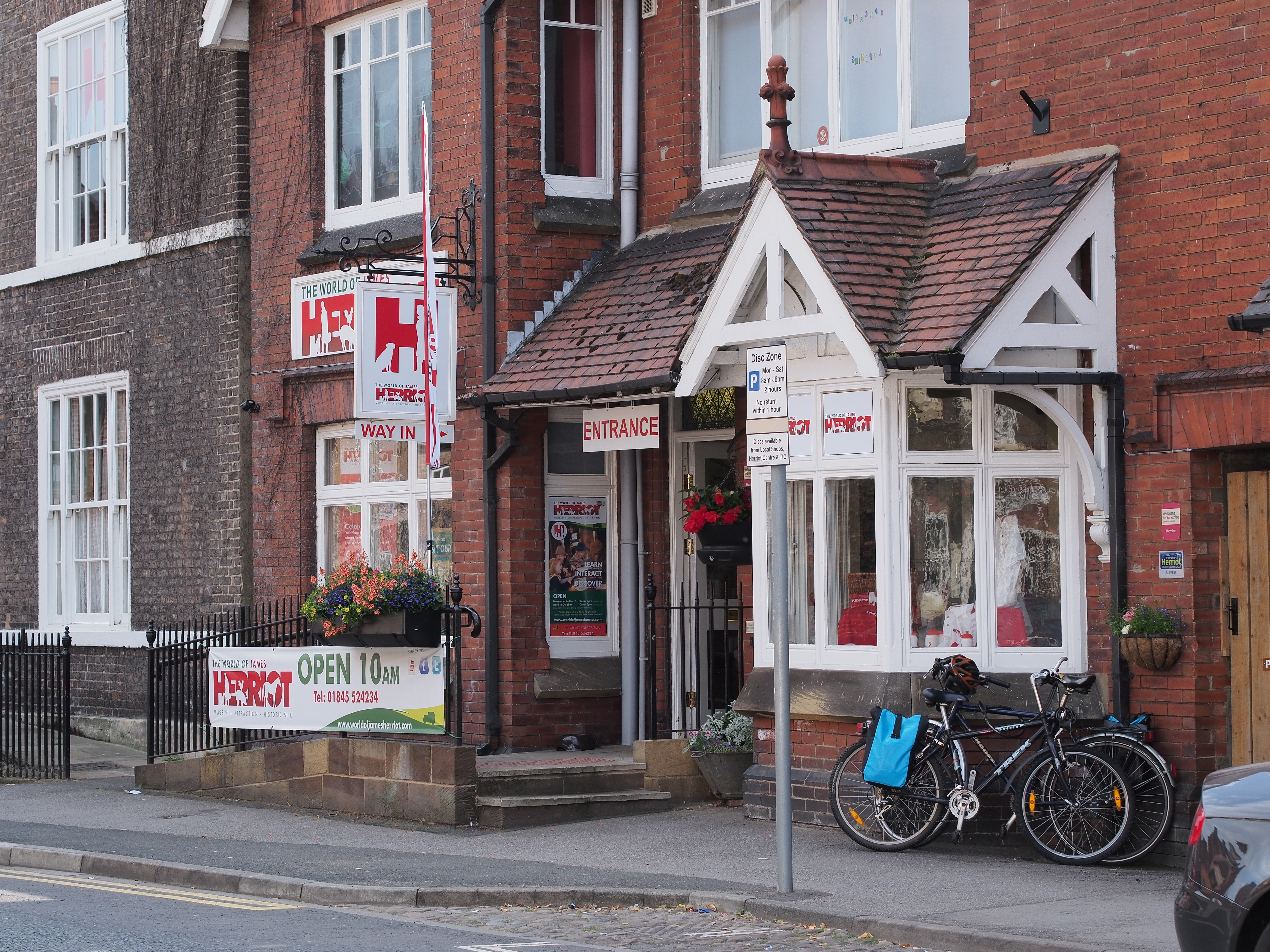
Museum „The World of James Herriot“

Thirsk ist mit seinem mittelalterlichen Marktplatz und seinen historischen Gebäuden touristisch geprägt. Es liegt am Rande der North York Moors, eines bedeutenden Erholungsgebiets und Nationalparks, und eignet sich als Standquartier für Tagesausflüge.
Die Praxis des Tierarztes und Schriftstellers James Herriot befand sich in Thirsk, 23 Kirkgate. Nach dem Umzug der Praxis in ein Gewerbegebiet wurde das zentrumsnah gelegene Haus zum Museum umgestaltet. 
Im Pferdesport ist die Galopprennbahn Thirsk Racecourse ein Begriff. 

## Verkehr

### Schienenverkehr
Thirsk verfügt über einen Bahnhof an der East Coast Main Line etwa 2 km westlich der Stadtmitte an der Grenze zum Dorf Carlton Miniott. Der Bahnhof besitzt zwei Bahnsteige und zwei Durchfahrtsgleise und wird von der First TransPennine Express betrieben.

### Busverkehr
Vom Marktplatz bestehen Busverbindungen nach York, Ripon und Northallerton sowie in die umliegenden Dörfer. Auch der Fernbusdienst National Express bedient dort eine Haltestelle. 

### Straßenverkehr
Die Fernstraße A19 passiert Thirsk im Abschnitt von York nach Middlesbrough. Sie wurde 1972 als Umgehungsstraße ausgebaut und läuft nun östlich an Thirsk vorbei. Die A168 zweigt nördlich der Umgehung nach Northallerton und südlich der Umgehung zur ausgebauten A1 ab.
Die Fernstraße A61 nach Ripon läuft von West nach Ost durch Thirsk und setzt sich in der A170 fort, die den Südteil der North York Moors durchquert.

### Luftverkehr
Nächster internationaler Verkehrsflughafen ist der Leeds Bradford International Airport, 56 km entfernt. Kleinflugzeuge können auf dem Flugplatz Bagby wenige Kilometer südöstlich der Stadt landen.

## Persönlichkeiten
- Milner Place (1930–2020), Dichter und Schriftsteller

## Unglücksfälle
- Am 2. November 1892 kollidierte 5 km nördlich von Thirsk ein Schnellzug mit einem auf demselben Gleis stehenden Güterzug. Der Güterzug war wegen eines verspäteten Schnellzugs vorgezogen worden, dann aber war der wachhabende Weichenwärter im Dienst kurz eingenickt und gab beim Aufwachen den Weg für den Schnellzug frei, ohne an den Güterzug zu denken. Bei dem Unglück wurden 10 Menschen getötet und 43 verletzt. Der Weichenwärter wurde zwar wegen Totschlags schuldig gesprochen, die Strafe wurde jedoch auf Bewährung ausgesetzt, da er wegen seiner am Vortag schwer erkrankten und später verstorbenen Tochter 36 Stunden lang keinen Schlaf gehabt und vergebens um einen Ersatzmann für seine Schicht gebeten hatte.

- Am 31. Juli 1967 fuhr bei Thirsk ein Schnellzug von London nach Edinburgh auf einen kurz zuvor aus dem Nebengleis entgleisten Güterzug auf, dessen Zugführer noch keine Zeit gehabt hatte, eine Warnung abzusetzen. 7 Personen wurden getötet und 45 verletzt.